# Maphrien
Le titre de maphrien est un titre spécifique de l'Église syriaque orthodoxe. Le mot syriaque maphriono, dérivé du verbe aphri (« engendrer »), signifie au sens propre « géniteur », « père ». Il a d'abord été porté par le primat de l'Église jacobite de Mésopotamie (entre 629 et 1859). Il est actuellement porté par le primat de l'Église syro-malankare orthodoxe.

## Maphrien de l'Orient
La charge de maphrien fut instituée en 629 pour le primat de l'Église syriaque orthodoxe de Mésopotamie qui portait jusque-là le titre de « métropolite de l'Orient » et qui prit alors le titre de « maphrien et catholicos de l'Orient ». Consacré par le patriarche d'Antioche, il bénéficiait d'une grande autonomie dans l'administration de sa juridiction. Il avait le pouvoir de nommer, consacrer, transférer et déposer les évêques. Il pouvait même consacrer le saint chrême. Du fait d'événements politiques ou religieux, il devint de plus en plus subordonné au patriarche et le titre finit par devenir purement honorifique. Le siège fixé d'abord à Tikrit fut déplacé à Mossoul en 1152 et y resta jusqu'à sa suppression en 1859 lors d'un synode réuni au monastère Mor Hananyo.

## Maphrien du Tour Abdin
Du XVIe au XIXe siècle, il y eut un maphrien avec juridiction sur le Tour Abdin.

## Maphrien de l'Inde
Le titre de maphrien fut rétabli en 1964 lors d'un synode réuni à Kottayam pour le primat de l'Église syro-malankare orthodoxe, la branche de l'Église malankare restée dans la dépendance de l'Église syriaque orthodoxe d'Antioche, sous la formulation de « maphrien et catholicos de l'Orient » d'abord, puis depuis 2002 sous la formulation de « maphrien et Catholicos de l'Inde ».